# Michał Bartuszewicz
Michał Bartuszewicz (łot. Mihails Bartuševičs; ur. 12 października 1913 w gminie Kastulina w Łatgalii, zm. 31 stycznia 2009 w Rydze) – polski dziennikarz i działacz społeczny na Łotwie, współpracownik łotewskiego radia, prezes oddziału ryskiego Związku Polaków na Łotwie, redaktor „Polaka na Łotwie”. 

## Życiorys
W młodości działał w polskim harcerstwie na Łotwie. Ukończył gimnazjum polskim w Rydze. W latach 30. pracował jako elektryk w Rydze przy ul. Dzirnavu 57. Po odsłużeniu wojska łotewskiego (1938–1939) zatrudniony w konsulacie polskim w Rydze. Publikował w piśmie „Nasze życie”. 
Podczas II wojny światowej więziony w więzieniu w Rydze i KL Stutthof za działalność w Armii Krajowej. W 1945 wcielony do Armii Czerwonej walczył m.in. nad Odrą. Po 1945 w łagrach sowieckich. W latach 50. powrócił na Łotwę i podjął pracę w państwowym radio. Pod koniec lat 80. zaangażowany w odbudowę polskiego życia społecznego na Łotwie został przewodniczącym ryskiej filii Związku Polaków na Łotwie. Prowadził polskojęzyczną audycję „Nasz głos”. Pełnił obowiązki redaktora naczelnego pisma „Polak na Łotwie”. Był członkiem honorowym ZG Związku Polaków na Łotwie, reprezentował organizację w Zrzeszeniu Mniejszości Narodowych Łotwy. 
Został pochowany w grobie rodzinnym na cmentarzu św. Michała w Rydze. 
W 2002 został odznaczony Złotym Krzyżem Zasługi.